# Drum circle
Un drum circle è un gruppo di persone che si riunisce in cerchio suonando percussioni e tamburi di vario genere. Il drum circle è fine a se stesso, non è una preparazione a una performance o a uno spettacolo. Il numero dei partecipanti può variare da un numero esiguo di suonatori fino a un centinaio di persone.
Nel 1991 il batterista dei Grateful Dead, Mickey Hart ha dichiarato:

## Tipologie di drum circles
In occidente ci sono principalmente tre diversi tipi di drum circle: i “culturally specific”, specifici di una cultura, come i gruppi di samba o i gruppi West African; i “facilitated group”, nei quali gli strumenti, provenienti da culture differenti, vengono messi a disposizione dagli organizzatori, e gli “anarchic circles”, i cerchi anarchici, nei quali si improvvisa della musica tutti assieme in piena libertà.

### Culturally specific drum circle
Solitamente sono formati da musicisti che hanno competenze in un preciso genere musicale e si tende ad utilizzare strumenti tipici della cultura di riferimento. Il ritmo può essere dettato da dei maestri e da dei professionisti o alternativamente dai vari componenti del gruppo.

### Facilitated group
Le percussioni e i tamburi vengono distribuiti o si trovano sul posto a disposizione di chi li vuole usare. Le persone non si riuniscono per “imparare a suonare” ma semplicemente per divertirsi tutti insieme.
Gli organizzatori guidano e incoraggiano i partecipanti a creare musica. Lo scopo è incentivare la comunicazione e la collaborazione tra le persone. In questi drum circles qualsiasi tipo di strumento a percussione è ben accetto, anche se provenienti da diverse culture o prodotti artigianalmente.
Nel libro di Christine Stevens intitolato “The art and the heart of drum circles” (l'arte e il cuore dei drum circles), sono indicati i Principi del drum circle che sono:
non c'è un pubblico; chiunque è parte dell'esperienza musicale
non ci sono prove; la musica è improvvisazione
nessuno sbaglia; tutto è ben accetto purché sia libertà di espressione
non c'è un maestro; il drum circle è guidato da un facilitator il cui compito è innanzitutto il creare uno spirito di gruppo a ritmo di musica.

### Anarchic drum circle
È un drum circle aperto a chiunque voglia suonare le percussioni, non c'è né un leader, né un moderatore, i partecipanti decidono quando iniziare e quando smettere di suonare. Qualcuno improvvisa un nuovo ritmo, gli altri lo seguono in piena libertà dando sfogo alla loro originalità, fino a quando la musica non si evolve in un nuovo ritmo o va a morire.
L'ascolto, l'improvvisazione e la consapevolezza di appartenere a un gruppo nel quale tutti sono liberi di esprimersi, ma sempre nel rispetto degli altri, sono le basi dell'anarchic drum circle.

## I drum circle spirituali

### I drum circle del solstizio
I drum circle del solstizio d'estate si stanno affermando sempre più nel mondo e i partecipanti possono appartenere a diverse fedi religiose. I drum circle del solstizio d'inverno stanno anche diventando molto popolari, spesso hanno inizio prima dell'alba e attraverso la musica si invoca la venuta del sole.

### Neopaganesimo
I neopagani hanno creato un ulteriore tipo di drum circle. Ai festival neopagani le persone si siedono attorno ad un falò; i musicisti si dispongono su un lato per permettere a tutti un buon ascolto e mentre suonano chi vuole può ballare a ritmo di musica intorno al fuoco. Spesso questi eventi si protraggono per tutta la notte (considerata come un qualcosa di magico) fino all'alba. Il rituale oltre alle percussioni prevede anche canti, poesie, orazioni.

### Drum circle shamanico
Questi drum circle si rifanno alla cultura dei nativi americani, vengono quindi utilizzati solo percussioni e sonagli appartenenti alle loro tradizioni. In questi incontri si tende a dare maggiore importanza all'aspetto spirituale piuttosto che a quello musicale. La guida cerca di coinvolgere i partecipanti in una sorta di “viaggio shamanico”, la musica è infatti semplice e ripetitiva, una sorta di preghiera, un metodo per indurre alla trance. L'intrattenimento musicale e il divertimento passano in secondo piano.

## Facilitators di drum circle professionisti
I drum circles possono essere utilizzati in altri ambiti e per altri scopi; ad esempio possono avere una valenza terapeutica (Musicoterapia) in strutture ospedaliere, negli ospizi e nelle carceri. Stanno inoltre nascendo molte forme di collaborazione con le aziende, è molto sfruttato dai team builder per favorire l'affiatamento all'interno del gruppo lavorativo.